# Луїс Арсе Гомес
Луїс Арсе Гомес (ісп. Luis Arce Gómez; 10 червня 1938, Сукре — 30 березня 2020, Ла-Пас) — болівійський військовий та ультраправий політик, міністр внутрішніх справ в уряді генерала Гарсії Меси 1980 року. Один з провідних діячів «гарсіамесистського» режиму 1980—1981 років. Засуджений у США за активну участь у незаконному обігу наркотиків, тривалий час був ув'язнений. 2009 року екстрадований до Болівії, де засуджений за геноцид, політичні вбивства та порушення прав людини. Відбував 30-річний тюремний термін.

## Походження та юність
Народився у сім'ї офіцера болівійської армії. Двоюрідний брат Луїса Арсе Гомеса по материнській лінії Роберто Суарес Гомес знаний як один з лідерів місцевої наркомафії. Луїс Арсе Гомес закінчив військове училище, у 17 років вступив на військову службу у званні лейтенанта. 1960 року його вигнали з армії через домагання до дочки начальника. Працював фотографом у католицькій організації Ла-Паса, спеціалізувався на соціальній проблематиці. Відрізнявся маргінальним безладним трибом.

## Військова та дипломатична служби
1964 року активно підтримав військовий переворот генерала Рене Барр'єнтоса. Після чого відновлений в армії з підвищенням у званні. Після приходу до влади генерала Альфредо Овандо 1969 року керував президентською службою безпеки. За деякими даними, виконував доручення, пов'язані з політичними вбивствами.
Після повалення 1970 року Овандо направили послом до Іспанії. Разом з ним до посольства перебрався Арсе Гомес. Продовжував у Мадриді військову освіту до 1974 року. Повернувшись до Болівії, Арсе Гомес служив у військовій розвідці, керував профільним відділом генерального штабу. При цьому активно долучався до наркобізнесу, брав участь у незаконному обігу кокаїну. Встановив міцні зв'язки у болівійській організованій злочинності. Здобув військове звання полковника.

## Член уряду. Політика та кримінал
Дотримувався ультраправих антикомуністичних поглядів. У листопаді 1979 року брав участь у військовому путчі полковника Альберто Натуша. Входив в оточення генерала Луїса Гарсіа Меси, лідера вкрай правих сил Болівії. У січні 1980 року разом з Гарсіа Месою склав «чорний список» з 115 осіб (ліві політики та профспілкові активісти, військові, які симпатизували їм, журналісти, священники), які підлягали нейтралізації та ліквідації після захоплення влади.
17 липня 1980 року у Болівії стався військовий переворот. До влади прийшла військова хунта на чолі з генералом Гарсіа Меса. Переворот супроводжувався кровопролитними озброєними зіткненнями та репресіями. Полковник Арсе Гомес відіграв важливу роль у подіях, організувавши залучення криміналітету на бік хунти. За його особистим наказом звільнили з в'язниці Монроя Мунгіа (кримінальний авторитет Фернандо Монрой Мунгіа на прізвисько Mosca — «Муха»), який очолив збройне формування цивільних бойовиків — карних злочинців і членів фашистської партії «Болівійська соціалістична фаланга». Фігури Гарсіа Меси, Арсе Гомеса та Монроя Мунгіа символізували ідеологію та систему гарсіамесізму як «гангстерсько-фашистського експерименту», специфічного суспільного устрою, основаного на симбіозі військової диктатури з кримінальними спільнотами.

В уряді Меси Арсе Гомес обійняв посаду міністра внутрішніх справ. Він очолював масовану кампанію репресій влітку-восени 1980 року. На нього персонально покладається відповідальність за вбивства таких знаних діячів, як-от лідер соціалістичної партії та письменник Марсело Кірога, священник Луїс Еспіналь (викрадений і вбитий до перевороту, у березні 1980 року), активіст Болівійського робітничого центру Карлос Флорес — загалом 93 особи. З них 41 загинули при штурмі будівлі центру військами Арсе Гомеса і бойовиками Монроя Мунгіа. Загальна кількість загиблих сягає 2258 осіб, ув'язнених — в 4000.
Нехай усі вони ходять із заповітом під пахвою. 

Луїс Арсе Гомес
На чолі МВС, перебуваючи на цій посаді лише три місяці, полковник Арсе Гомес організував болівійську наркомафію в упорядковану систему, на чолі якої стояли він сам і Роберто Суарес Гомес. Арсе Гомес мав авіапарк із дванадцяти літаків, що використовуються для перевезення наркотиків, і дві фабрики перероблення кокаїну. Отримав прізвисько «кокаїновий міністр» (події 17 липня 1980 року називають «кокаїновим переворотом»). За тією ж моделлю поступово була організована кримінальна діяльність в інших прибуткових сферах — торгівлі енергоносіями, рекеті тощо. Організований кримінал, який охопив помітну частину населення країни, став основною соціальною базою «гарсіамесізму». При цьому слід зазначити, що таким чином сформувалася специфічна модель громадського самоврядування, адекватна стану суспільства та ідеології «національної реконструкції».
На чолі традиційної наркомафії став міністр внутрішніх справ полковник Луїс Арсе Гомес, діловий партнер Мунгіа-Мухі. І організував, до речі, систему відрахувань з прибутку наркобаронів на соціальні потреби.
Одночас Армандо Арсе Гомес — брат Луїса Арсе Гомеса вважав дуже перебільшеною репутацію «кокаїнового короля». На його думку, ідейний антикомунізм брата, його армійська прямолінійність, особиста відданість Гарсіа Месі цинічно використали справжні ватажки наркомафії.

## Еміграція та в'язниця
1981 року після відставки Гарсіа Меси, полковник Арсе Гомес утік до Аргентини, де хунта генерала Віоли надала йому політичний притулок. Американська юстиція порушила проти нього кримінальне переслідування за контрабанду наркотиків. 1989 року його заарештували в Аргентині і екстрадували до США, де засудили до 25 років в'язниці. Понад 15 років відбував ув'язнення у Маямі. 2007 року достроково звільнився і запросив політичного притулку у США, але отримав відмову.
1993 року болівійський суд заочно засудив Арсе Гомеса за звинуваченнями у політичних вбивствах, порушеннях прав людини та геноциді. Суд ухвалив йому вирок до 30 років ув'язнення. 9 липня 2009 року американці передали Арсе Гомеса болівійському правосуддю (лівий та антиамериканський президент Ево Моралес висловив за це подяку США). Відбував термін у в'язниці Чончокоро поблизу Ла-Паса. У тій же в'язниці до своєї смерті перебував Луїс Гарсіа Меса.
У вересні 2010 року заявив, що може дати додаткові свідчення (наприклад про місця поховань) за умови отримання переваг в умовах життя. Влада Болівії розцінила це як шантаж.
У січні 2017 року італійський суд заочно засудив до довічного ув'язнення вісьмох високопосадовців з Болівії, Чилі, Перу й Уругваю. Їх визнали винними у викраденнях і вбивствах громадян Італії під час Операції «Кондор». Серед засуджених значилися Луїс Гарсіа Меса і Луїс Арсе Гомес.

## Смерть
Тривалий час Арсе Гомес був схильний до важких захворювань. Після звільнення з лав збройних сил, він не мав права на лікування у військовому шпиталі і періодично перебував у різних лікарнях на загальних підставах. Помер у клінічній лікарні Ла-Паса від діабету, гострої ниркової недостатності та септичного шоку.